# Skak (eksperimentalfilm)
|  | Denne artikel er oprettet af botten Steenthbot ud fra en ekstern database. Den kan derfor have sproglige fejl eller mangler. Denne skabelon kan fjernes efter kontrol af indholdet. |

 For alternative betydninger, se Skak (flertydig). (Se også artikler, som begynder med Skak)
Skak er en dansk eksperimentalfilm fra 1994 instrueret af Patrik Book efter eget manuskript.

## Handling
En ensam nattvandrare söker sig till en nattöppen bar för att få sig en kopp kaffe. Det går ikke riktikt som han har tänkt sig.